# Paul Gulda
Paul Gulda (ur. 25 października 1961 roku w Wiedniu) – pianista klasyczny, kompozytor i dyrygent austriacki, syn Friedricha Guldy i przyrodni brat Rico Guldy.

## Życiorys
Naukę gry na fortepianie rozpoczął u Rolanda Batika, później uczył się również gry na flecie podłużnym i klarnecie w Wiedeńskiej Akademii Muzycznej. Następnie kontynuował naukę pod okiem swojego ojca, Friedricha Guldy i Leonida Brumberga, kończąc studia w USA w 1987 roku u Rudolfa Serkina. Koncertuje z wiodącymi orkiestrami w całej Europie, Azji i obu Amerykach. W roku 1998 Paul Gulda rozpoczął działalność pedagogiczną. Prowadził klasy mistrzowskie w Austrii, Niemczech, Francji oraz Polsce. W latach 2001-2003 pracował jako profesor gościnny na Uniwersytecie Muzycznym w Wiedniu.